# Buccinidae
Buccinidae – rodzina morskich ślimaków z rzędu Neogastropoda. Jej przedstawiciele są szeroko rozpowszechnieni w morzach stref umiarkowanego i chłodnego klimatu. Zaliczanych jest do niej około 500 gatunków (włącznie z gatunkami kopalnymi). Niektóre gatunki mają znaczenie gospodarcze.

## Cechy morfologiczne
Muszla o różnej wielkości, od małych po duże, mają kształt wrzecionowaty lub owalny. Skrętka ostro zakończona, wzniesiona, ostatni skręt jest rozdęty. Otwór muszli często o pofalowanych brzegach. Powierzchnia muszli jest gładka lub pokryta poprzecznymi i spiralnymi żebrami. Wrzeciono jest zazwyczaj gładkie. Rynna syfonalna jest krótka, u niektórych gatunków występuje głęboki dołek osiowy. Muszla z grubym periostrakum. Ślimaki zaopatrzone w wieczko konchiolinowe.
Noga jest duża, a ryjek długi. Oczy są położone u podstawy czułków.

## Występowanie
Przedstawiciele rodziny są szeroko rozprzestrzenione w litoralu mórz strefy umiarkowanej i chłodnej na półkuli północnej. 
Są wszystkożercami, polują na bezkręgowce bentosowe (głównie małże, skorupiaki), żerują na padlinie. Mają wyczulony zmysł węchu (chemorecepcja), pozwalający odnajdywać miejsca, w których znajduje się rozkładające się mięso. Są aktywne głównie nocą, za dnia szukają ukrycia w zakamarkach dna, wśród koralowców.
Jaja składają w pakietach, otoczonych rogowymi kapsułkami. Rozwijające się zarodki mogą zjadać jaja sąsiadujące w pakiecie.

## Interakcje międzygatunkowe
Przedstawiciele rodziny są chętnie zjadane przez ryby, także te ważne pod względem gospodarczym (np. wątłusz Gadus morhua, łupacz (Melanogrammus aeglefinus)).
Niektóre gatunki są poławiane przez człowieka w celach konsumpcyjnych.

## Systematyka

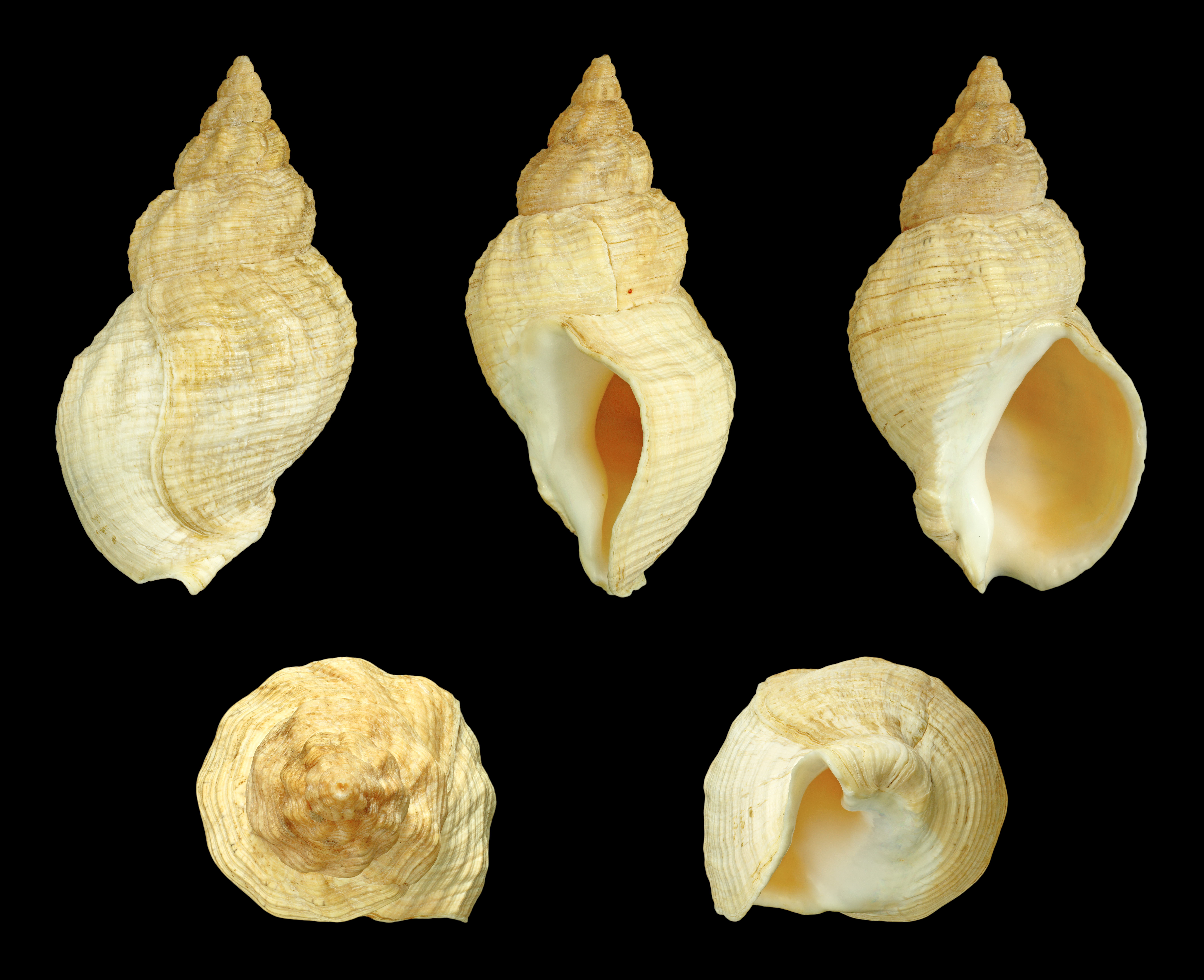
Muszla trąbika zwyczajnego

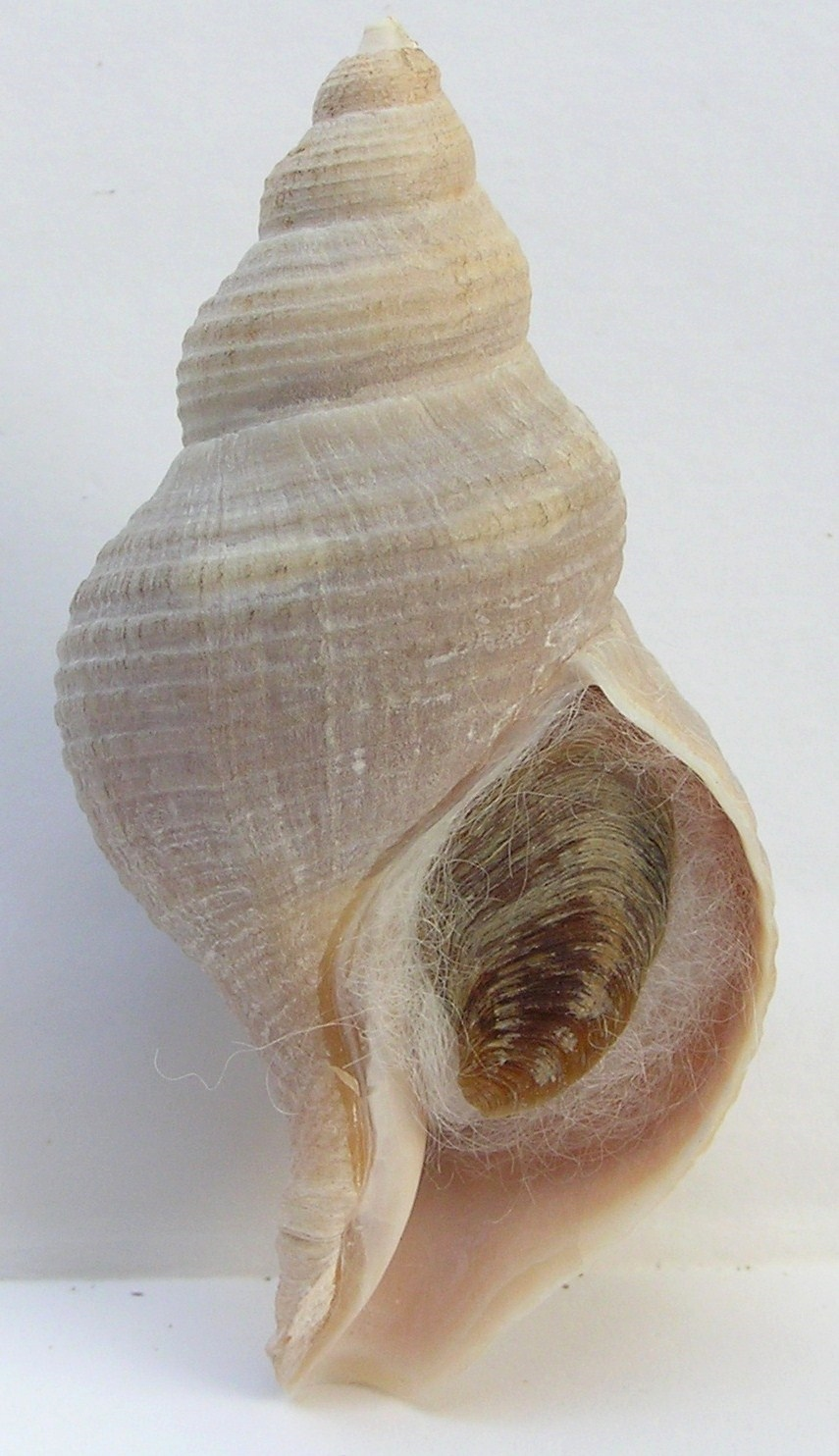
Muszla Neptunea

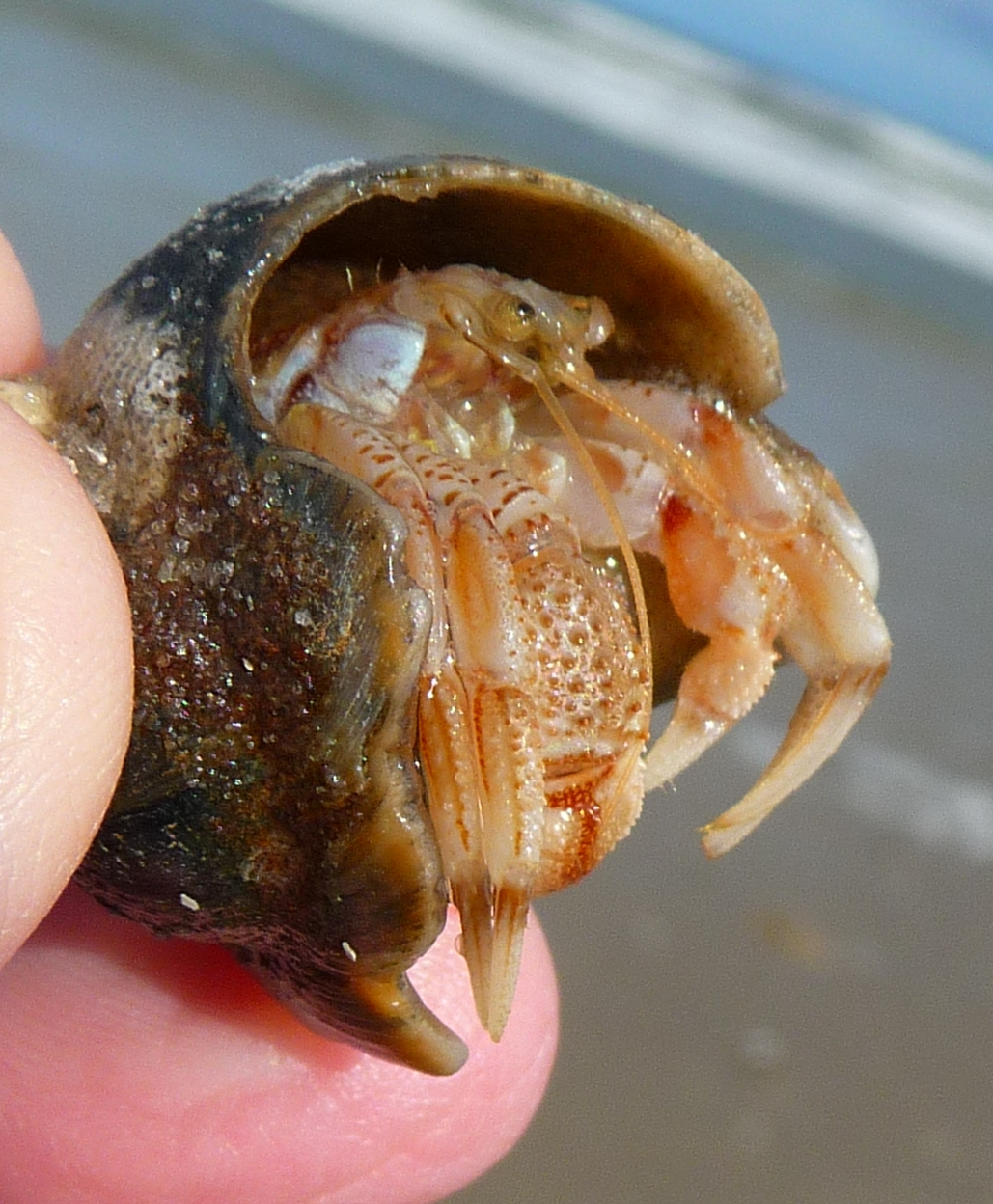
Puste muszle trąbika zwyczajnego bywają wykorzystywane przez kraby pustelniki, takie jak ten Pagurus bernhardus (Juist, Morze Północne, Niemcy).

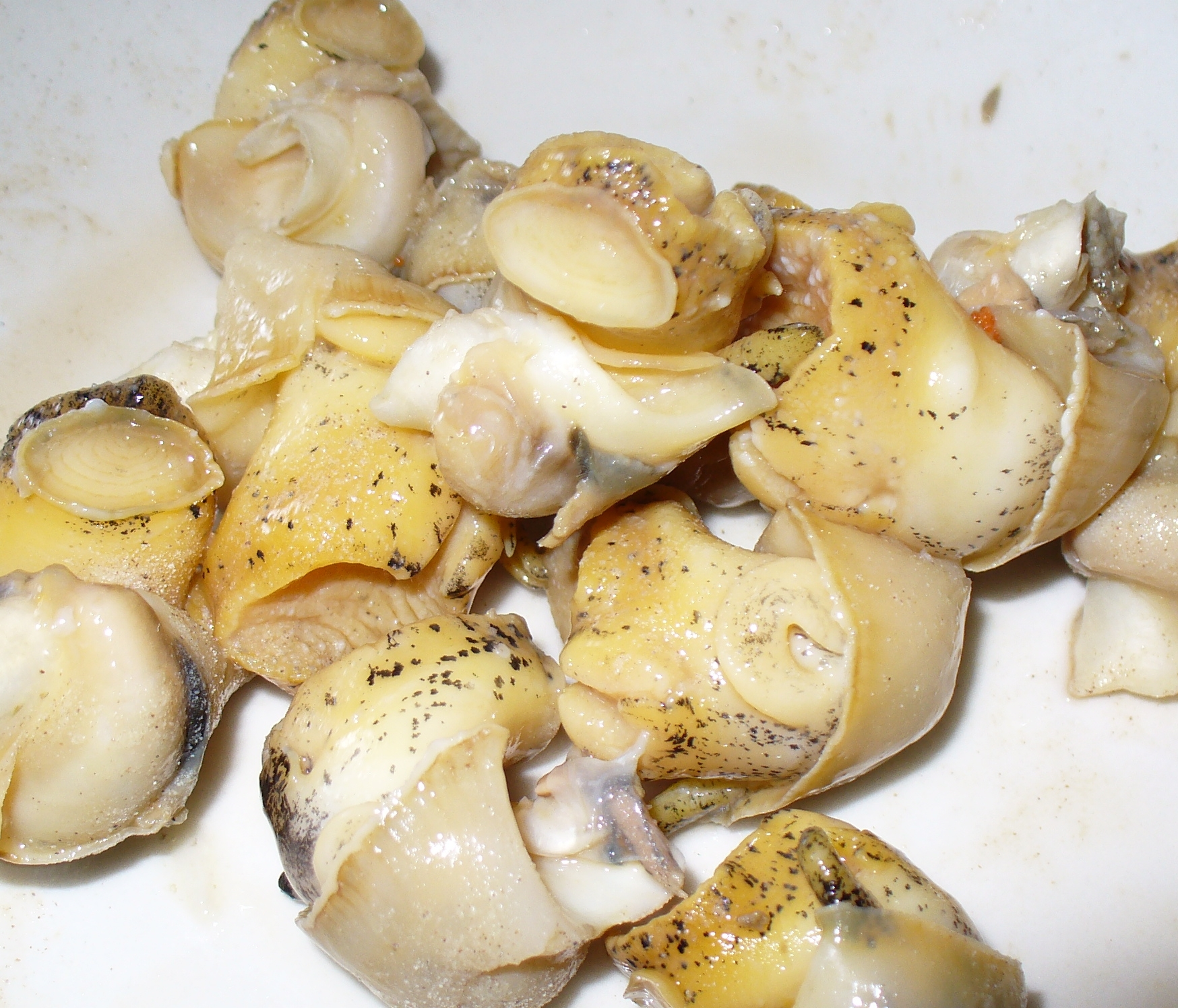
Ugotowane trąbiki po wyjęciu z muszli

Rodzinę wyróżnił Rafinesque w 1815 roku. Rodzajem typowym jest rodzaj Buccinum. Do rodziny należy około 500 gatunków ślimaków morskich, zebranych w kilkudziesięciu rodzajach. W piśmiennictwie polskim określane są czasami jako trąbiki.
W 2017 roku Bouchet i inni podzielili rodzinę na następujące podrodziny:
- Buccininae Rafinesque, 1815
  - plemię Ancistrolepidini Habe & Sato, 1973
  - plemię Buccinini Rafinesque, 1815
  - plemię Colini Gray, 1857
  - plemię Cominellini Gray, 1857
  - plemię Liomesini P. Fischer, 1884
  - plemię Parancistrolepidini Habe, 1972
  - plemię Prosiphonini Powell, 1951
- Beringiinae Golikov & Starobogatov, 1975
- Buccinulinae Finlay, 1928
- Busyconinae Wade, 1917 (1867)
  - plemię Busyconini Wade, 1917 (1867)
  - plemię Busycotypini Petuch, 1994
- Donovaniinae Casey, 1904
- Siphonaliinae Finlay, 1928

Wyróżniana jeszcze na początku XXI wieku podrodzina Pisaniinae Gray, 1857 została w tejże publikacji podniesiona do rangi osobnej rodziny (Pisaniidae). Już w 2022 roku Kantor i inni dokonali jednak kolejnej rewizji Buccinidae, wydzielając z niej m.in. rodziny Busyconidae, Cominellidae, Colidae i Prosiphonidae oraz nowo opisane Eosiphonidae, Retimohniidae i Chauvetiidae. Obecny podział Buccinidae na podrodziny wygląda następująco:
- Beringiinae Golikov & Starobogatov, 1975
- Buccininae Rafinesque, 1815
- Liomesinae P. Fischer, 1884
- Neptuneinae Stimpson, 1865
- Truncariinae Cossmann, 1901
- Parancistrolepidinae Habe, 1972
- Siphonaliinae Finlay, 1928
- Volutopsiinae Habe & Sato, 1973

### Rodzaje
Do rodziny Buccinidae zalicza się obecnie (2024) następujące rodzaje:

- Aleutibuccinum J.H. McLean & R.N. Clark, 2023
- Aleutijapelion J.H. McLean & R.N. Clark, 2023
- Ancistrolepis Dall, 1895
- Anomalisipho Dautzenberg & H. Fischer, 1912
- Aulacofusus Dall, 1918
- Bathyancistrolepis T. Habe & Ki. Ito, 1968
- Bayerius Olsson, 1971
- Beringius Dall, 1887
- Boreancistrolepis J.H. McLean & R.N. Clark, 2023
- Buccinum Linnaeus, 1758
- Castaneobuccinum J.H. McLean & R.N. Clark, 2023
- Clinopegma U. S. Grant & Gale, 1931
- Corneobuccinum A. N. Golikov & Gulbin, 1977
- Crebrivolutopsius J.H. McLean & R.N. Clark, 2023
- Exiloberingius J.H. McLean & R.N. Clark, 2023
- Habevolutopsius Kantor, 1983
- Helicofusus Dall, 1916
- Japelion Dall, 1916
- Japeuthria Iredale, 1918
- Laevisipho J.H. McLean & R.N. Clark, 2023
- Latisipho Dall, 1916
- Liomesus W. Stimpson, 1865
- Lussivolutopsius Kantor, 1983
- Metajapelion Goryachev, 1987
- Mohnia Friele, 1879
- Neancistrolepis T. Habe & Sato, 1973
- Neoberingius Habe & Ki. Ito, 1965
- Neptunea Röding, 1798
- Parancistrolepis Azuma, 1965
- Pararetifusus Kosuge, 1967
- Phaenomenella Fraussen & Hadorn, 2006
- Plicibuccinum A.N. Golikov & Gulbin, 1977
- Plicifusus Dall, 1902
- Pseudoliomesus T. Habe & Sato, 1973
- Pyrulofusus Mörch, 1869
- Siphonalia A. Adams, 1863
- Sulcosinus Dall, 1895
- Thalassoplanes Dall, 1908
- Troschelia Mörch, 1876
- Truncaria A. Adams & Reeve, 1850
- Volutharpa P. Fischer, 1856
- Volutopsius Mörch, 1857

oraz rodzaje wymarłe, znane tylko ze szczątków kopalnych:
- Accidenticulabrum Vermeij, 2000 †
- Bruclarkia Stewart, 1926 †
- Buccinofusus Conrad, 1866 †
- Cosnia Kollmann, 2005 †
- Eripachya Gabb, 1869 †
- Hilda R. Hoernes & Auinger, 1884 †
- Laevibuccinum Conrad, 1865 †
- Neosconsia Olsson, 1964 †
- Phoracanthus K. Martin, 1914 †
- Terebrifusus Conrad, 1865 †